# Stephanopyxidaceae
Famille
Les Stephanopyxidaceae sont une famille d'algues de l'embranchement des Bacillariophyta (Diatomées), de la classe des Coscinodiscophyceae et de l’ordre des Stephanopyxales.

## Étymologie
Le nom de la famille vient du genre type Stephanopyxis, dérivé du grec στέφω / stépho, couronne, et πυξις / pyxis, boite.

## Description
Le genre type a été décrit ainsi par Christian Ehrenberg en 1845 : 

« Stephanopyxis diadema : Stephanopyxis à coquille hémisphérique, décorée d'une série de cellules parallèles droites, le disque central est déprimé et densément denticulé, cellules en 1/96'''13-14, présence de 30 denticules sur la couronne de l'organisme adulte. Diamètre -1/48'''. Fossile à Hullis Cliff Virginie. »

## Distribution
Le genre type Stephanopyxis est une diatomée marine planctonique cosmopolite. Il comprend un grand nombre d'espèces fossiles mais un petit nombre d'espèces vivantes. Ces dernières sont assez communes dans le plancton marin, surtout en zone tropicale mais peuvent être transportées dans les eaux plus froides par les courants ,.

## Liste des genres
Selon AlgaeBase (26 juillet 2022) :
- Costopyxis Glezer, 1984
- Creswellia Arnott ex Greville, 1857
- Eupyxidicula S.Blanco & C.E.Wetzel, 2016
- Mycetacanthus Strelnikova & Kociolek, 2006
- Stephanopyxis (Ehrenberg) Ehrenberg, 1845  genre type
- Systephania Ehrenberg, 1844

## Systématique
Le nom correct complet (avec auteur) de ce taxon est Stephanopyxidaceae Nikolaev.